# Euproctis sphenognoma
Euproctis sphenognoma är en fjärilsart som beskrevs av Collenette 1937. Euproctis sphenognoma ingår i släktet Euproctis och familjen tofsspinnare. Inga underarter finns listade i Catalogue of Life.